# Knox County, Tennessee
Knox County är ett administrativt område i delstaten Tennessee, USA, med 432 226 invånare. Den administrativa huvudorten (county seat) är Knoxville.

## Geografi
Enligt United States Census Bureau har countyt en total area på 1 362 km². 1 316 km² av den arean är land och 45 km² är vatten.

### Angränsande countyn
- Union County - nord
- Grainger County - nordost
- Jefferson County - öst
- Sevier County - sydost
- Blount County - syd
- Loudon County - sydväst
- Roane County - väst
- Anderson County - nordväst